# Camillo Karl Schneider
Camillo Karl Schneider (Gröppendorf, Saxônia, 1876 — 1951)  foi um botânico e arquiteto paisagista austríaco.